# Меланофор
Меланофор (син.: от англ. melanophore) — пигментная клетка, содержащая гранулы с пигментом меланином. Меланофор отличается от меланоцита тем, что способен перемещать гранулы с пигментом (меланосомы) по клетке. Меланофоры встречаются у рыб, амфибий и рептилий. Совместно с иридофорами и ксантофорами формируют дермальную единицу. Меланофоры могут быть иннервированы (рыбы, рептилии) и неиннервированы (амфибии), в зависимости от этого реакции агрегации/дисперсии пигмента могут проходить либо быстро (5-10 мин), либо медленно (50-80 мин) соответственно. Меланофоры участвуют в формировании причудливой окраски у животных.
Меланофоры чувствительны к гуморальным гормонам: меланоцитстимулирующему гормону и мелатонину. При воздействии первого меланофор распределяет пигмент по всей клетки (дисперсия), а в результате действия мелатонина — собирает пигмент в центре клетки (агрегация).